# Ángel Ganivet
Ángel Ganivet García (n. 13 decembrie 1865 - d. 29 noiembrie 1898) a fost un scriitor și diplomat spaniol.
Reprezentant al generației lui 98, scrierile sale reflectă problemele actualității iberice, fiind o adevărată satiră a acelei epoci.

## Opera
- 1896: Granada cea frumoasă ("Granada la bella")
- 1897: Cucerirea regatului Maya de către ultimul conchistador spaniol, Pío Cid ("La conquista del reino de Maya, por el último conquistador español, Pío Cid")
- 1897: Idearium spaniol ("Idearium español")
- 1898: Isprăvile neobositului întemeietor, Pío Cid ("Los trabajos del infatigable creador, Pío Cid")
- 1898: Scrisori finlandeze ("Cartas finlandesas").